# Thielbeer
Thielbeer este o comună din landul Saxonia-Anhalt, Germania.